# Силла, Сулейман
Сулейман Силла (фр. Souleymane Sylla; род. 1942) — гвинейский футболист, нападающий. Участник летних Олимпийских игр 1968 года.

## Биография
В 1968 году главный тренер национальной сборной Гвинеи Наби Камара вызвал Сулеймана на летние Олимпийские игры в Мехико. В своей группе Гвинея заняла последнее четвёртое место, уступив Колумбии, Мексики и Франции. Сулейман Силла на турнире в итоге так и не сыграл.